# Kloster Heisterbach
Das Kloster Heisterbach (lateinisch Abbatia Vallis Sancti Petri) war eine Zisterzienser-Abtei im Siebengebirge auf dem heutigen Stadtgebiet von Königswinter. Die Klosterruine Heisterbach liegt zwischen Oberdollendorf und Heisterbacherrott im Tal des Heisterbachs, eines orographisch linken Zuflusses des Dollendorfer Bachs (auch „Oberdollendorfer Mühlenbach“ genannt).

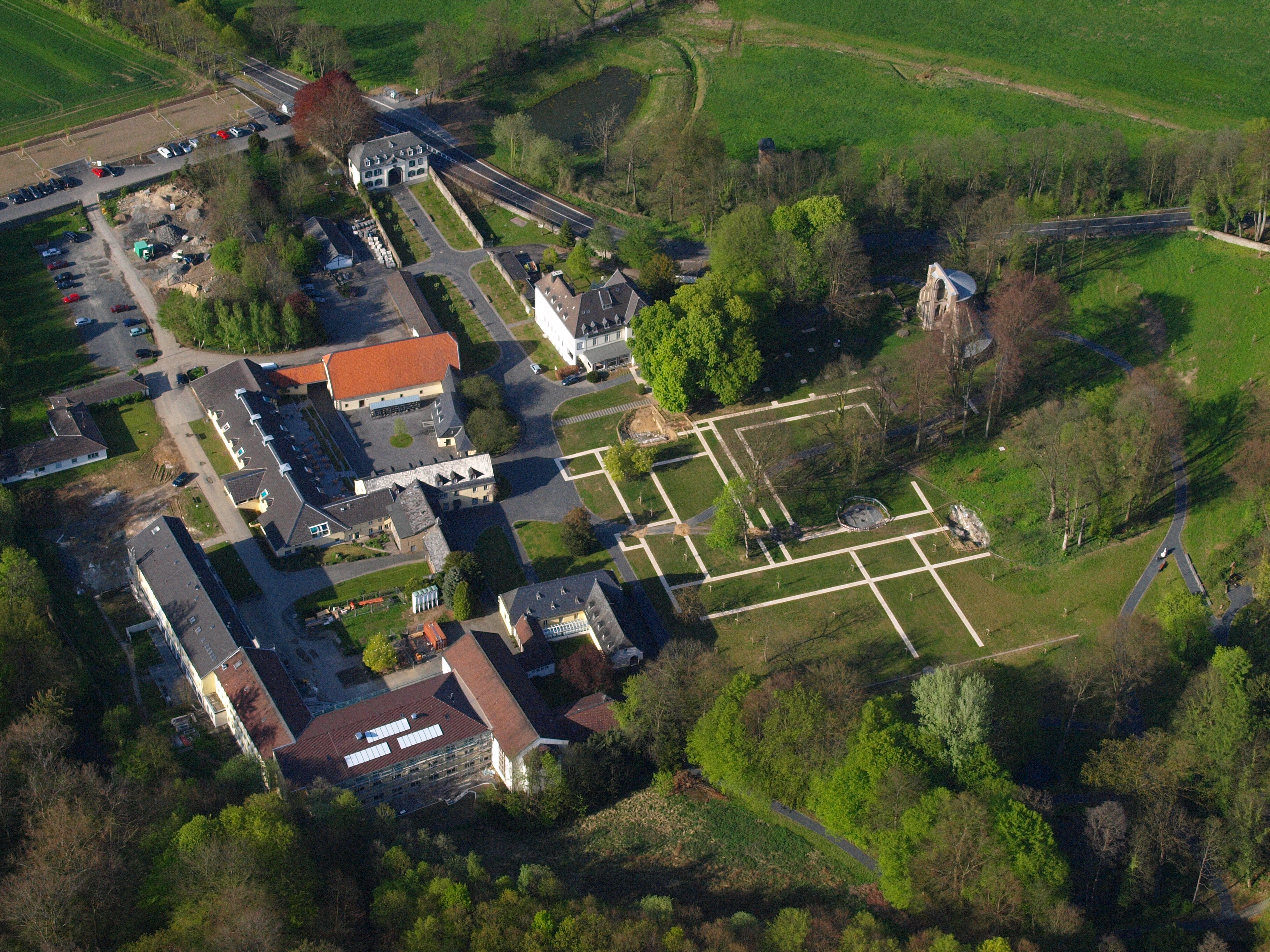
Gesamtansicht der Klosteranlage

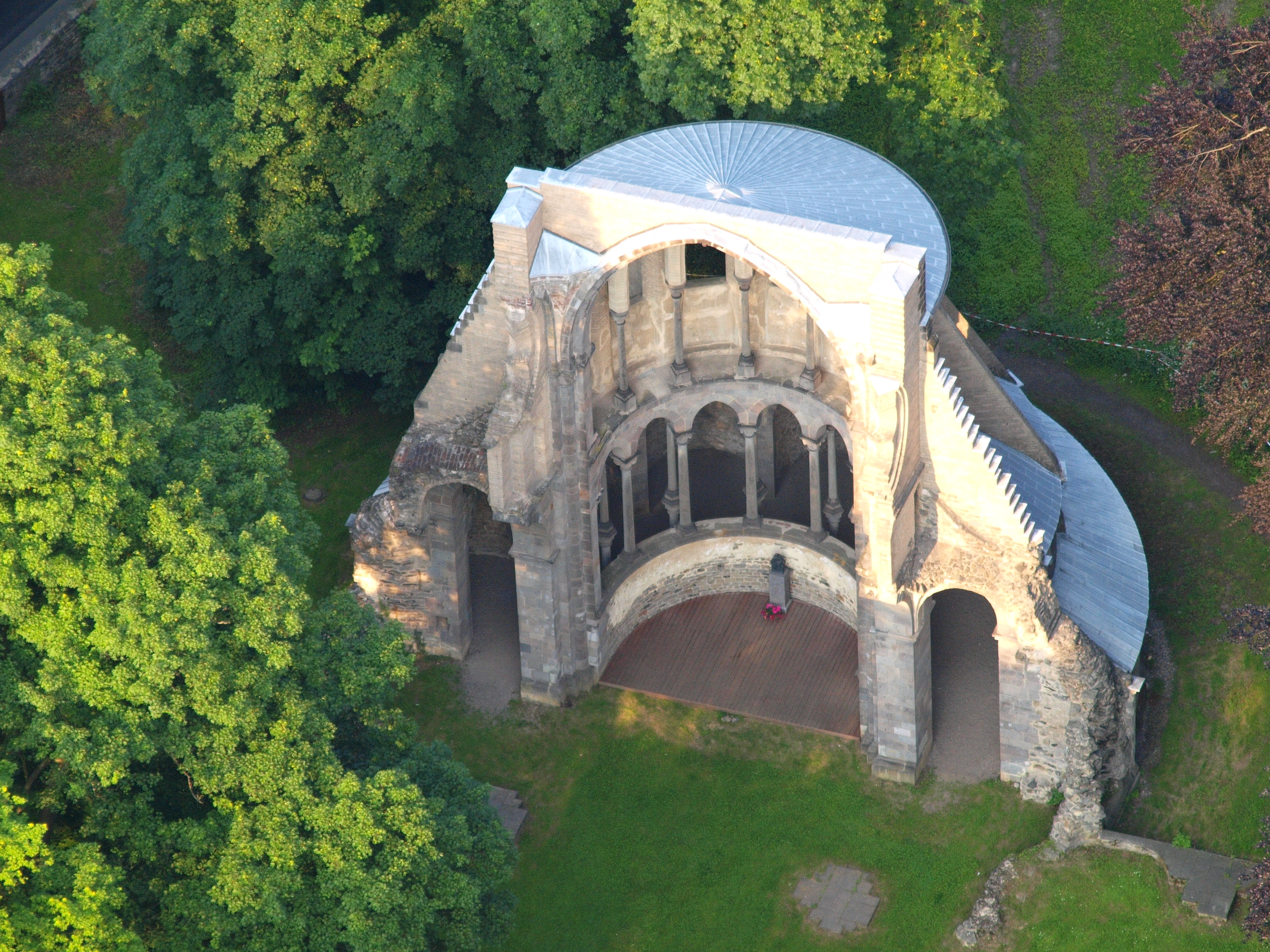
Klosterruine Heisterbach

## Geschichte

### Mittelalter
Der Orden der Zisterzienser entstand 1098 als Reformbewegung bei den Benediktinern. Seine Blütezeit erlebte er unter Bernhard von Clairvaux.
Auf Betreiben des Kölner Erzbischofs Philipp I. von Heinsberg entsandte die Abtei Himmerod in der Eifel zwölf Mönche zur Gründung eines Tochterklosters ins Siebengebirge. Am 22. März 1189 zogen sie zunächst in die verlassenen Gebäude eines Augustinerordens auf dem Petersberg (früher Stromberg). Der Name des ersten Abtes war Hermann. 1192 zogen die Zisterzienser in das Tal unterhalb des Petersberges und gründeten dort das Kloster Heisterbach („Heister“ = junger Buchenstamm), das auch Sankt Peterstal genannt wurde.
1197 verpflichtete sich Abt Gervadus in einem Vertrag mit Äbtissin Elisabeth von Vilich, 15 Malter Weizen zu liefern anstatt den Zehnten an das Kloster Vilich zu entrichten.
Es dauerte noch bis 1202, bis der Umzug nach Heisterbach in das Tal des heiligen Petrus, wie sie es nannten, abgeschlossen war und der Grundstein der neuen Klosteranlage gelegt werden konnte. Ab 1211 hieß das Kloster „Maria im Peterstal in Heisterbach“. Später wurde es nur noch Kloster Heisterbach genannt. Dieser Name steht auch über dem Eingangstor auf einem Wappen. Der bekannteste Mönch der Abtei war Caesarius von Heisterbach (1180–1240).
1215 wurde von Heisterbach aus die Abtei Marienstatt im Westerwald besiedelt.
Am 18. Oktober 1237 wurde der Neubau der Abteikirche mit einer Länge von 88 Metern und einer Breite von 44 Metern geweiht. An Größe wurde sie nur vom Kölner Dom übertroffen. Die Apsis folgte dem ab der Mitte des 12. Jahrhunderts geltenden Ideal des Umgangschores mit Kapellenkranz, wie später beim Altenberger Dom. Die gewohnte Zweischaligkeit der Apsis, die in Köln bereits mehrmals vorkommt, erfährt hier durch den Chorumgang eine einzigartige Verwandlung. Die Säulenstellung zwischen Umgang und Chor ist verdoppelt und greift damit das Zweischalenprinzip der Apsiswand in einer ungewöhnlichen Form auf. Denn hier befindet sich nicht wie in den romanischen Drei-Konchen-Chören Kölns unter der oberen Raumschale der Apsis im Erdgeschoss eine Folge von Nischen zwischen Säulen, geht also nicht die Mauer nach unten in einer Fläche durch, sondern hinter den unteren Säulen ein ganzer Umgang herum. Hier gibt es demnach auch keine glatte Außenhaut mehr mit den mehrgeschossigen Dekorationsbändern wie in Speyer, Köln oder Bonn, sondern bilden der Chorumgang und der äußere Kapellenkranz ein ausladendes Erdgeschoss für sich.
1278 entstand der heute als Heisterbacher Hof bezeichnete Hof Schützeichel in Bürder, heute ein Ortsteil von Niederbreitbach.
1327 war die komplette Klosteranlage fertiggestellt. Teile eines vor 1448 von dem Meister des Heisterbacher Altars der Kölner Malerschule fertiggestellten Altars finden sich heute unter anderem im Kölner Wallraf-Richartz-Museum und in der Münchener Alten Pinakothek.

### Neuzeit

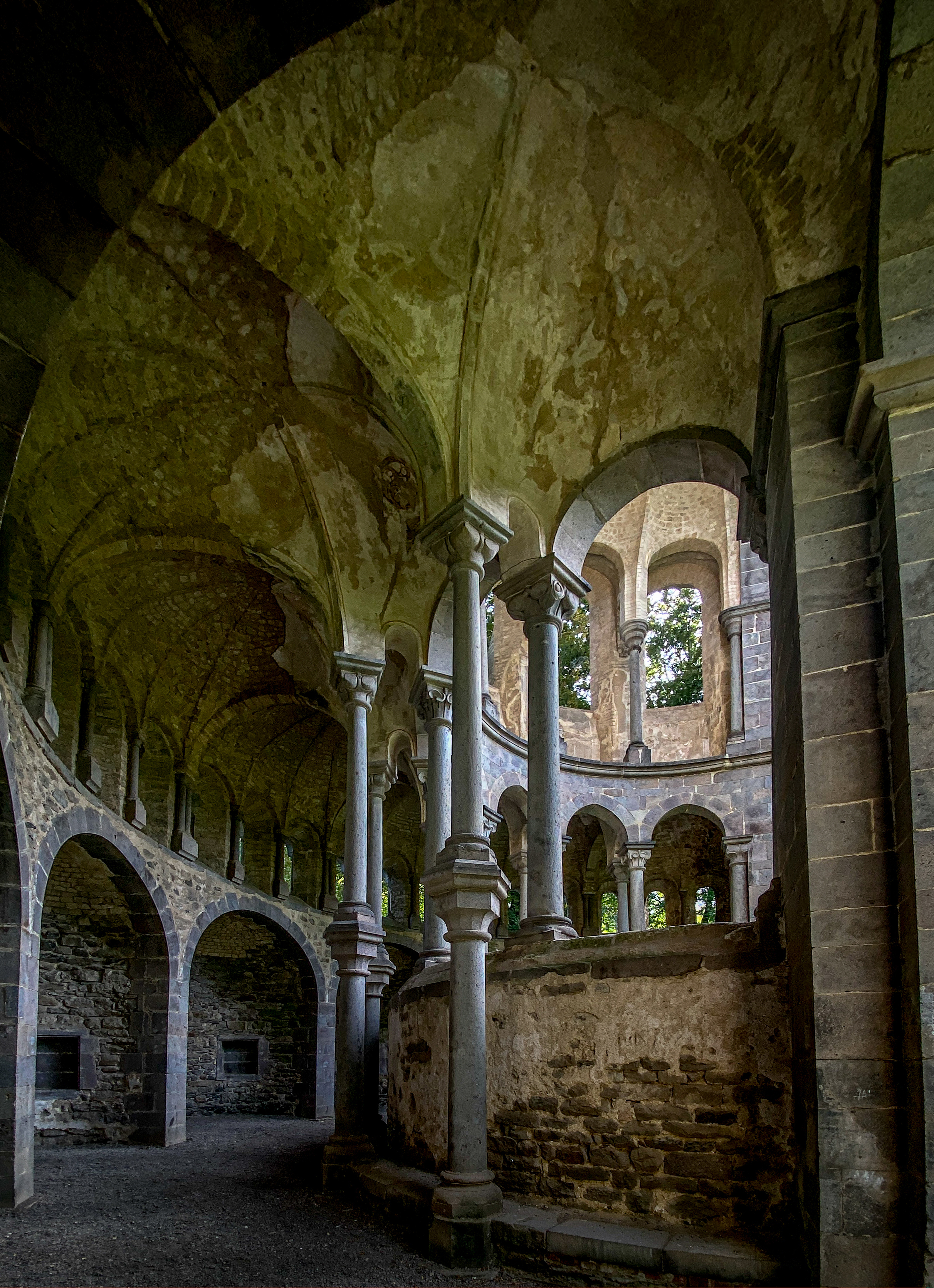
Innenansicht der Chorruine

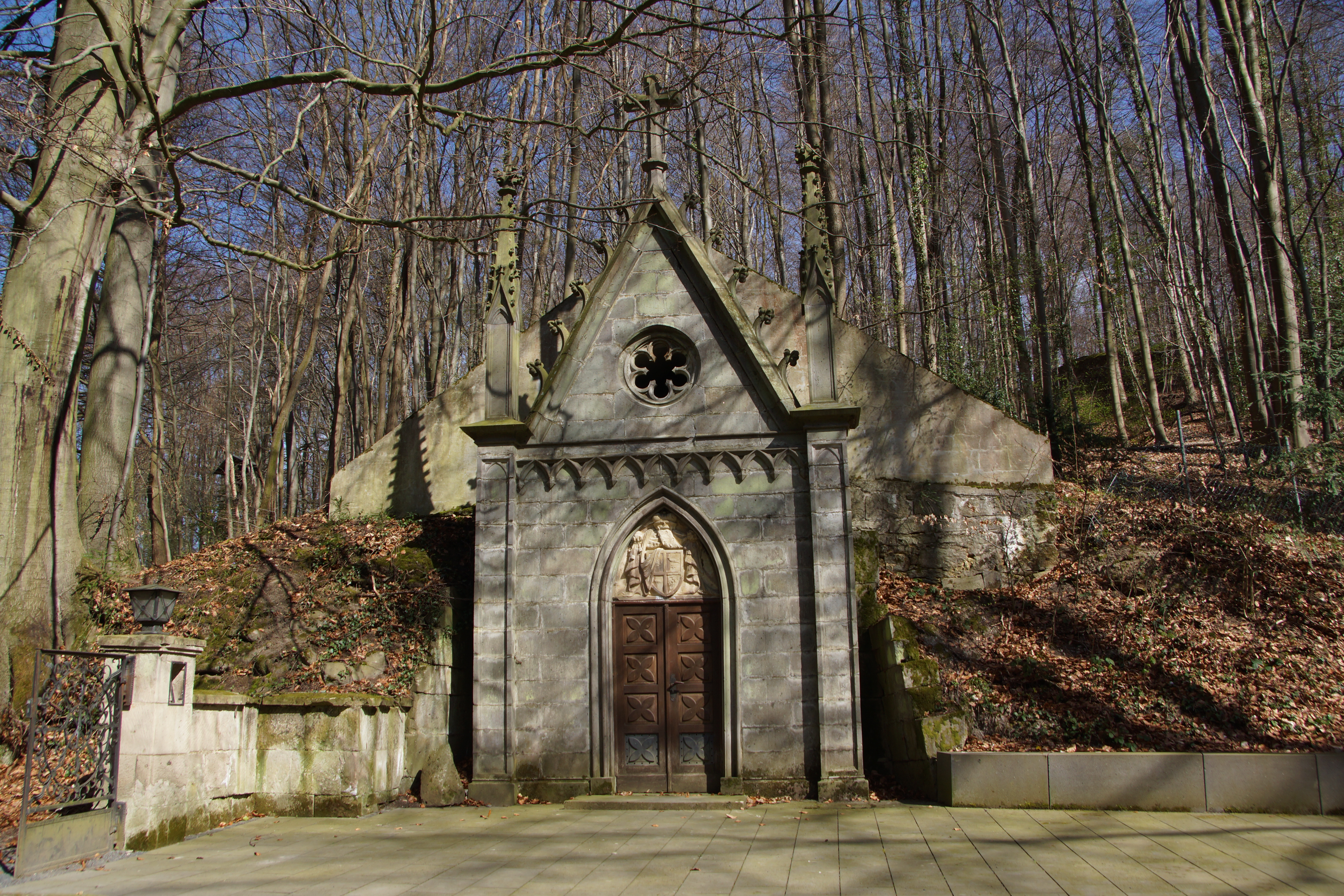
Mausoleum Grafen zur Lippe-Biesterfeld

1650 wurden die Pontifikalien erworben, hier die bischöflichen Zeichen Mitra und Stab. 1750 wurde das barocke Torhaus errichtet. Von 1763 bis 1767 entstand am Rheinufer in Königswinter der sogenannte Heisterbacher Hof als Gästehaus der Abtei Heisterbach, deren Äbte zuletzt auch dort wohnten.
Mit der Säkularisation wurde die Abtei Heisterbach 1803 aufgehoben. Die bergische Landesregierung bot am 18. Oktober 1804 das Kloster vergeblich zum Verkauf an. Die Kirche wurde 1809 zum Abbruch an einen französischen Unternehmer verkauft. Die Steine verwendete man zum Bau des Nordkanals zwischen Venlo und Neuss. Später wurden sie auch für die Festung Ehrenbreitstein bei Koblenz verwendet. Die restlichen Gebäude kaufte ein Kölner Konsortium auf. Erst 1818 wurden weitere Sprengungen durch eine Verfügung des Oberpräsidenten der Rheinprovinz unterbunden, so dass die Chorruine erhalten werden konnte. Graf Wilhelm Ernst zur Lippe-Biesterfeld erwarb 1820 das Gelände und ließ einen englischen Landschaftsgarten anlegen, wobei auch die Chorruine einbezogen wurde. Der Graf ließ 1840 ein Mausoleum nach dem Vorbild einer neugotischen Waldkapelle errichten. Die Fassade geht auf die Entwürfe des Kölner Dombaumeisters Ernst Friedrich Zwirner zurück. Ansonsten sind vom alten Kloster nur noch eine Scheune und das Brauhaus erhalten geblieben.
1885 zählte der Wohnplatz Heisterbach der Gemeinde Oberdollendorf 10 Einwohner. 1918 erwarben die Cellitinnen nach der Regel des hl. Augustinus das Gebiet von den Grafen zur Lippe und brachten das klösterliche Leben zurück. Die bisherigen Bewohner der Orte Hattenrott, Altenrott und Heisterbach wurden ausgewiesen und oben auf der Ebene im heutigen Heisterbacherrott (früher Roda) neu angesiedelt. Die Schwestern führten in Heisterbach ein Erholungsheim, das im Zweiten Weltkrieg in ein Krankenhaus und 1971 in ein Altenheim umgewandelt wurde. Im Jahre 2001 gab die Genossenschaft der Cellitinnen die Trägerschaft ihrer Einrichtungen und so auch des Altenheims in Heisterbach an die dafür gegründete Stiftung der Cellitinnen ab, Betreiber des „Altenheims Kloster Heisterbach“ ist für die Stiftung die Marienborn gGmbH. Von 1943 bis 2018 befand sich in Heisterbach zudem das Generalat des Ordens der Cellitinnen, der in Indien und Deutschland tätig ist. 2019 lebten in dem Konvent noch drei indische Cellitinnen, von denen zwei in der Altenpflege und eine in der Seelsorge tätig sind.

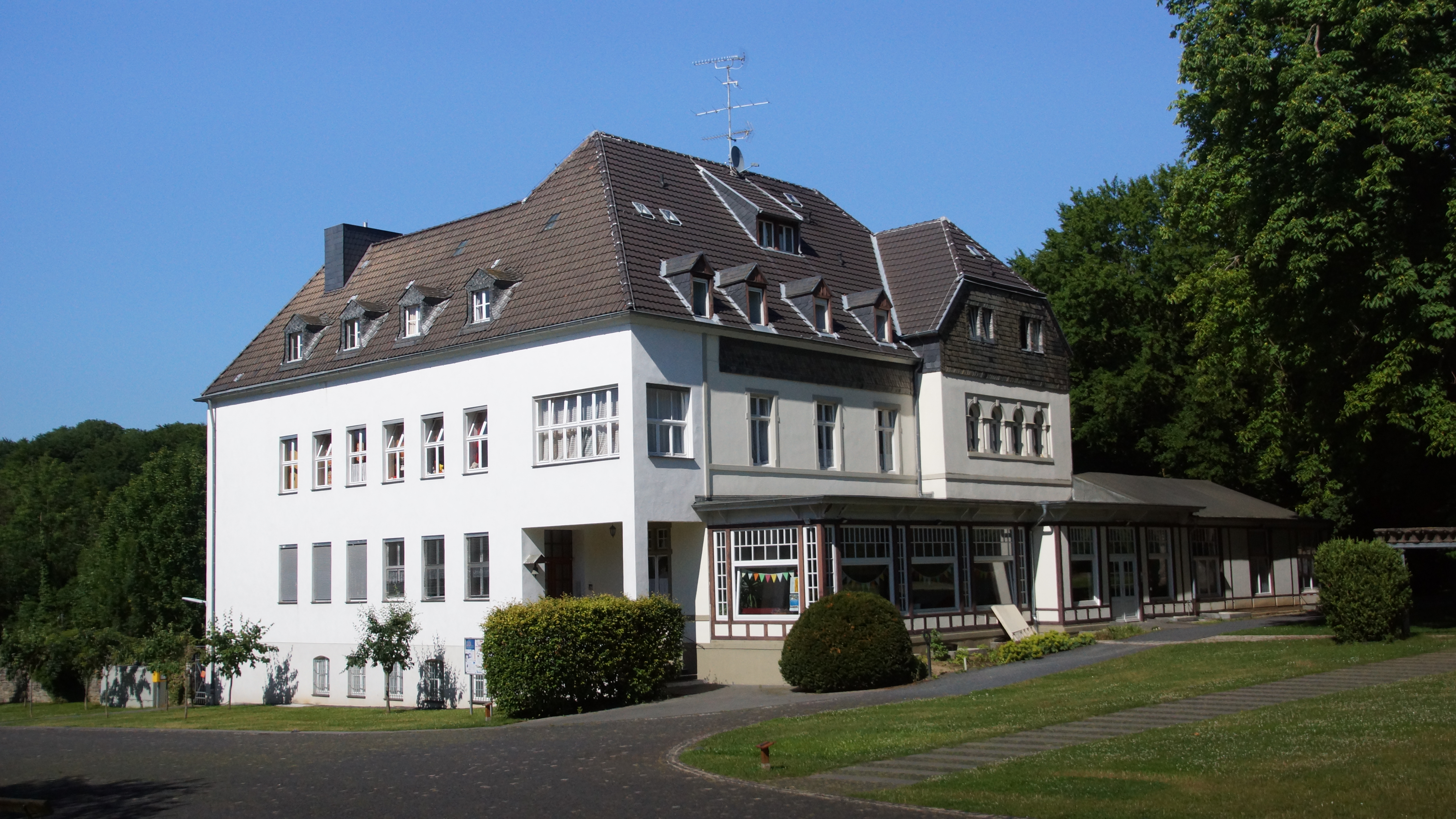
Haus Heisterbach

1984 wurde die „Stiftung Abtei Heisterbach“ mit dem Ziel gegründet, das Kulturerbe zu pflegen und erforschen. 1993 pachtete der Verein Bausteine für das Leben e. V. ein ehemaliges Altenheim auf dem Klostergelände und baute es zu einem Hilfs- und Informationszentrum für Schwangere und alleinerziehende Frauen in Notlagen um. Haus Heisterbach nahm seine Tätigkeit 1995 auf.
1994 war ein Symposium Anlass, sich mit der Landschaft um das Kloster Heisterbach näher auseinanderzusetzen. 2001 wurden unter dem Arbeitstitel Klosterlandschaft Heisterbacher Tal Untersuchungsergebnisse zur historischen, archäologischen, landschaftlichen und wirtschaftlichen Entwicklung des ehemaligen Klosterbereichs veröffentlicht. Das gleichnamige Projekt war ein Schwerpunkt der Regionale 2010 des Landes Nordrhein-Westfalen mit dem Ziel einer nachhaltigen Entwicklung dieser kleinräumigen Kulturlandschaft. Alle Maßnahmen zielten darauf ab, die unterschiedlichen historischen Zeitschichten in der Klosterlandschaft erlebbar zu machen. Von der mittelalterlichen Klostergründung über die barocken Erweiterungen und die landschaftlichen Umgestaltungen nach der Säkularisation bis zu den Neubaumaßnahmen der Cellitinnen im 20. Jahrhundert sollten wichtige geschichtliche Spuren für die Besucher erfahrbar gemacht werden. Die Wiederherstellung der historischen Raumstruktur stand dabei im Vordergrund.
In der Zehntscheune finden heutzutage Ausstellungen und kulturelle Veranstaltungen statt.

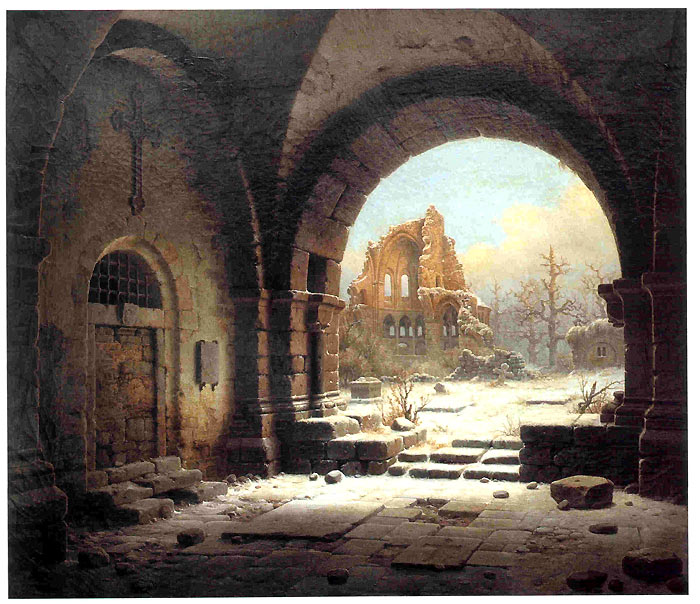
Chorruine, 1840
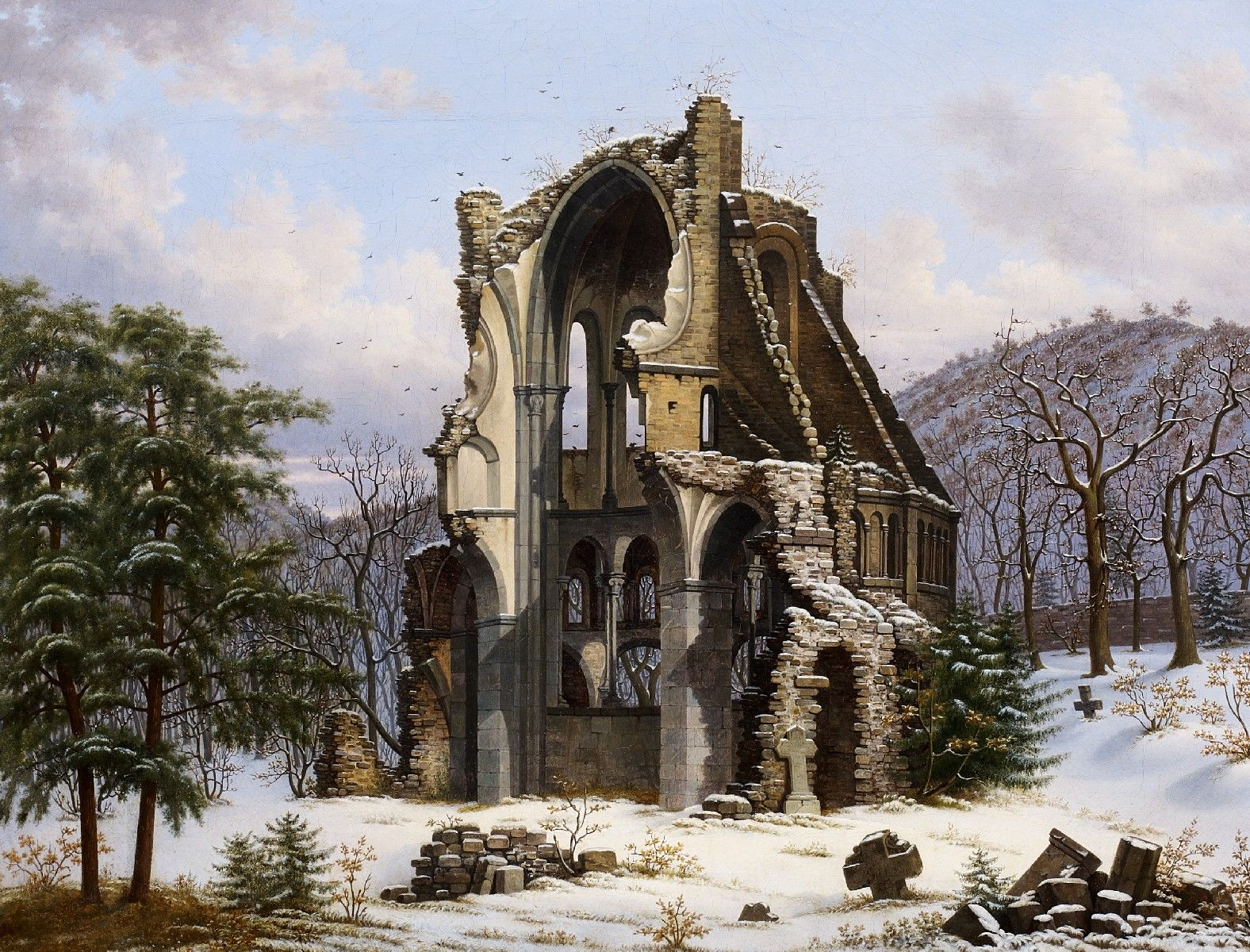
Chorruine im Winter, Mitte 19. Jh.
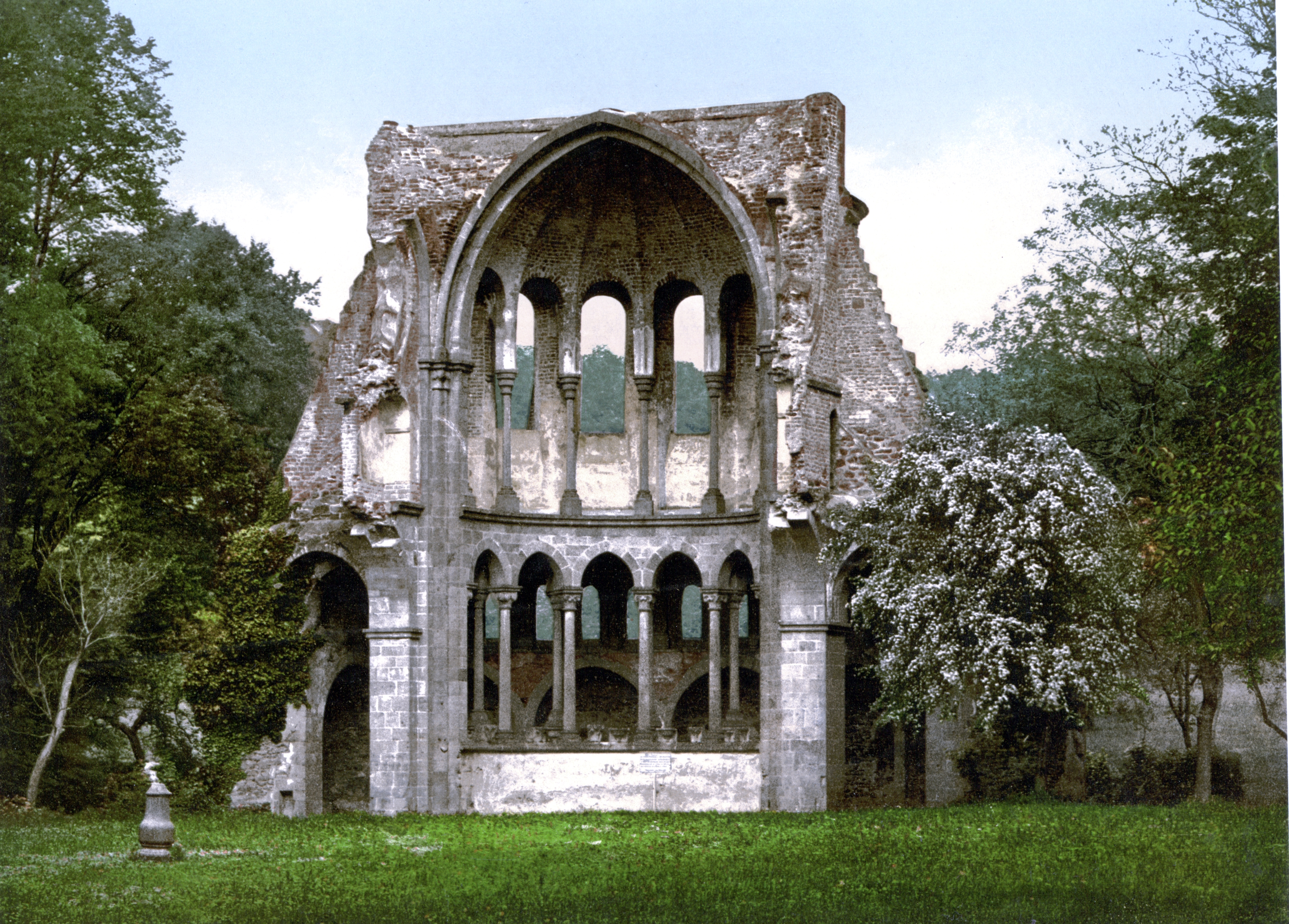
Chorruine, um 1900
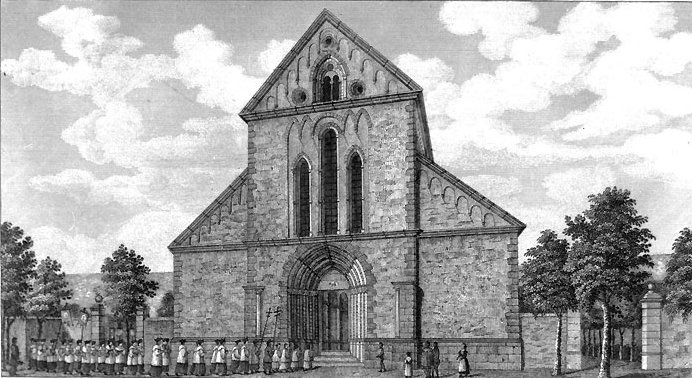
Abteikirche Heisterbach (Stahlstich von 1844)
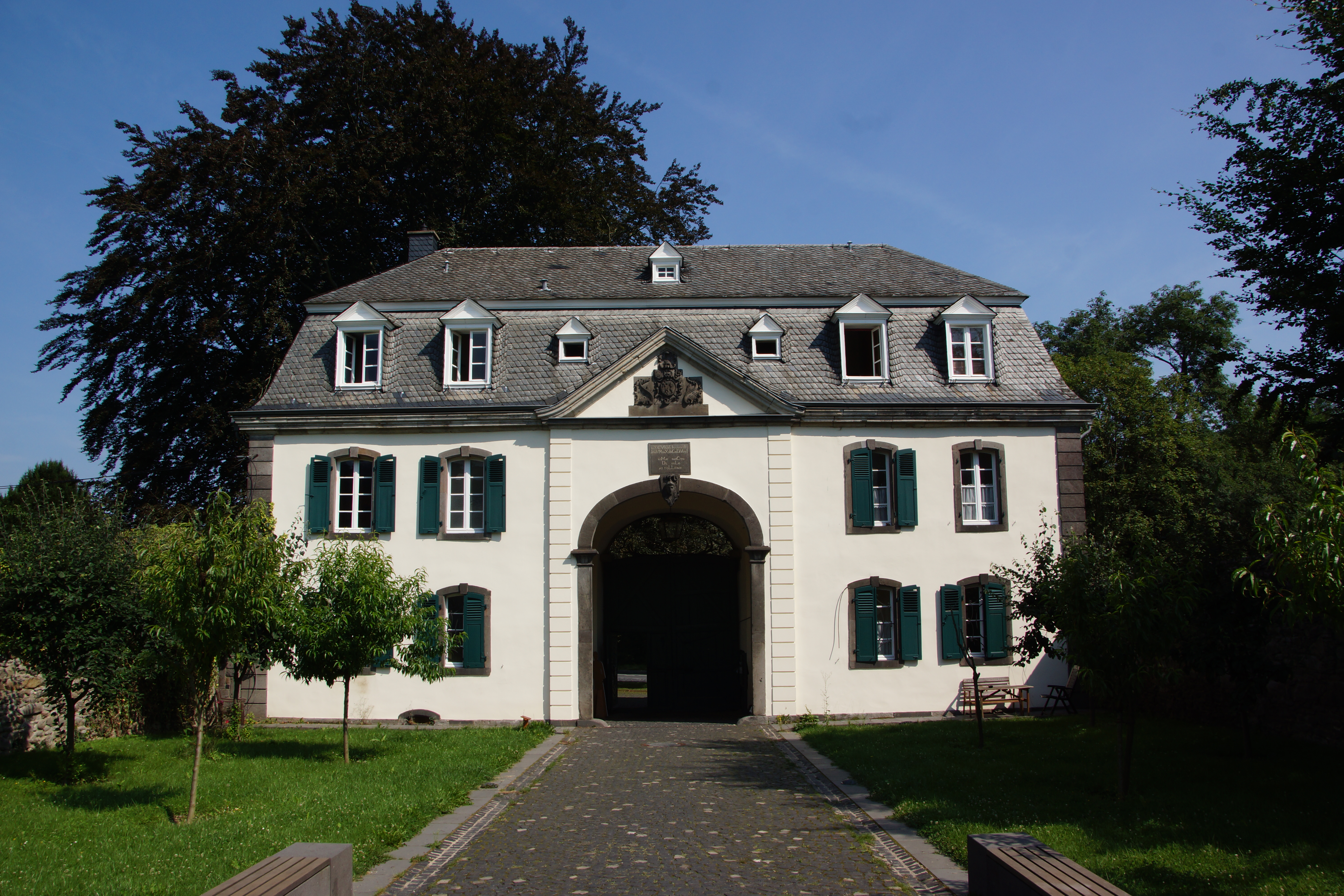
Barockes Eingangsgebäude der Abtei von 1750 unter Abt Augustin Mengelberg (1748–1763) erbaut.

### Äbte des Klosters Heisterbach
| Äbte | Name                                    | Amtszeit                           | Bemerkungen |
| ---- | --------------------------------------- | ---------------------------------- | --- |
| 1.   | Hermann I.                              | 17. März 1189–1195/96              | † 31. März 1225, wie Abt Heinrich war er Kanonikus von St. Cassius in Bonn gewesen, vor seinem Eintritt in den Orden war er Dekan zu St. Aposteln in Köln, vor Heisterbach war er Abt im Himmerod, später Abt von Marienstatt |
| 2.   | Gevard                                  | 1195/96–15. Februar 1208           | vorher Kanoniker von St. Maria ad Gradus in Köln |
| 3.   | Heinrich I.                             | 1208–1244                          | |
| 4.   | Gerhard                                 | 1244–1261                          | |
| 5.   | Christian I.                            | 25./31. März 1261–15. Februar 1266 | |
| 6.   | Heinrich II. von Willich                | 1267–1269                          | |
| 7.   | Alexander                               | 1272                               | |
| 8.   | Ekbert I.                               | 2. Juli 1273–23. April 1278        | |
| 9.   | Dietrich I.                             | 1291                               | |
| 10.  | Ekbert II.                              | 1294                               | |
| 11.  | Nikolaus I.                             | 1299                               | |
| 12.  | Konrad                                  | 1301                               | |
| 13.  | Nikolaus II.                            | 1303                               | |
| 14.  | Johannes I.                             | 28. Juli 1305–4. April 1316        | |
| 15.  | Petrus                                  | 1318–1320                          | |
| 16.  | Johannes II.                            | 1321–1323                          | |
| 17.  | Dietrich II.                            | 1324–1331                          | |
| 18.  | Anselm                                  | 1332–1357                          | |
| 19.  | Johannes III.                           | 1357–1364                          | |
| 20.  | Wilhelm I.                              | 1364–1366(?)                       | |
| 21.  | Heinrich III.                           | 1366– vor September 1375           | |
| 22.  | Jakob                                   | 1375–1377                          | |
| 23.  | Hermann II.                             | 1377                               | |
| 24.  | Rutger Kase                             | 1377–1411                          | aus Plittersdorf |
| 25.  | Christian II.                           | 1412–1448                          | aus Siegburg |
| 26.  | Dietrich III.                           | 1448–1457                          | aus Neuss |
| 27.  | Heinrich IV.                            | 1459–1475                          | aus Köln |
| 28.  | Wilhelm II. von Reichenstein            | 1475–1511                          | |
| 29.  | N.N.                                    |                                    | |
| 30.  | Peter Heidermann von Drolshagen         | 1511–1535                          | † 28. Juli 1535 |
| 31.  | Johann von der Leyen                    | 1535–1558?/1560?                   | † 11. Juli 1560 |
| 32.  | Johann Krechen                          | 1560?–1566?                        | † 25. Juli 1575, aus Honnef |
| 33.  | Johannes von St. Vith (Johann Vitensis) | 1566–1597                          | † 24. Aug. 1597, 1566 zum Abt gewählt |
| 34.  | Johann Buschmann (Johann Bosmann)       | 1597–1628                          | † 4. Mai 1628, aus Düren, war 31 Jahre Abt |
| 35.  | Franz Schaeffer                         | 1628–1661                          | † 4. Dez 1666, Heisterbach, el. am Tag Heilig Kreuz 1628, res. 2. September 1661 |
| 36.  | Gottfried Broichhausen                  | 1661–1688                          | aus Grevenbroich, el. 2. September 1661, res. 29. Juli 1688 |
| 37.  | Robert Küpper                           | 1688–1692                          | aus Bonn, el. 29. Juli 1688, 1692 zum Kanonikus gewählt und als Abt zurückgetreten am 25. August 1692 |
| 38.  | Nivard Wirotte                          | 1692–1704                          | aus Köln, † 29. August 1704, el 25. August 1692, Abt bis zum Tod |
| 39.  | Ferdinand Hartmann                      | 1704–1728                          | aus Mehlem, Klosterreform, wirtschaftlicher Aufschwung und Erneuerung der Ordenszucht |
| 40.  | Adam Pangh                              | 1728                               | aus Aachen |
| 41.  | Engelbert Schmitz                       | 1728–1747                          | aus Oberdrees, † 27. Dezember 1747. el. April 1728, Abt bis zu seinem Tod, seit 1731 auch Generalvikar von Sachsen, Westfalen und Rheinland                                                                                   |
| 42.  | Augustin Mengelberg                     | 1748–1763                          | aus Linz, * 10. November 1710, Prof. 1730, Primiz 1734, el. 8. Januar 1748 |
| 43.  | Hermann Kneusgen                        | 1763–1767                          | |
| 44.  | Andreas Kruchen                         | 1768–1796                          | |
| 45.  | Edmund Verhoven                         | 1796–1803                          | |

### Weitere Mönche des Klosters Heisterbach

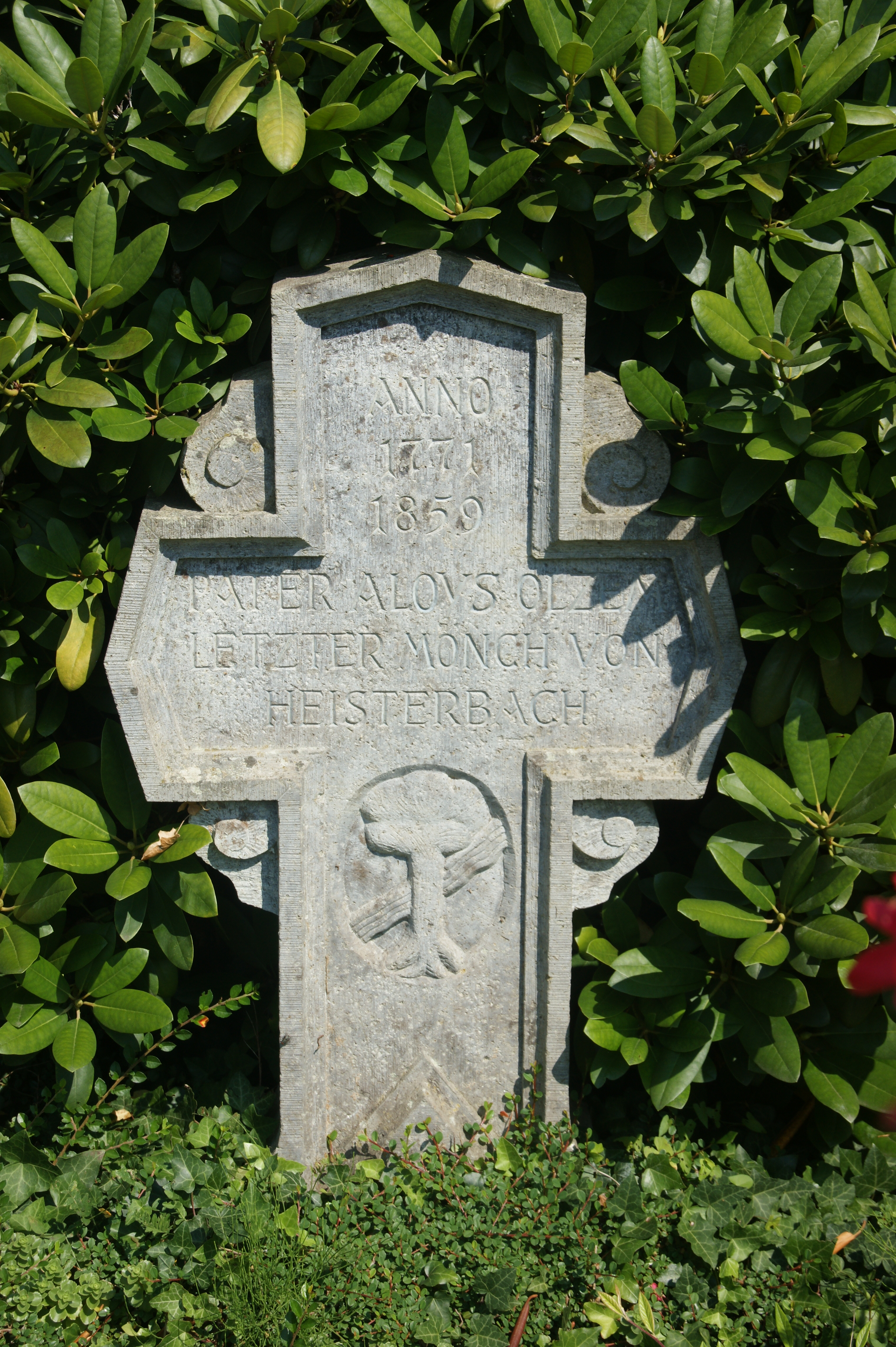
Grab Aloys Olzems in Königswinter

- Caesarius von Heisterbach, mittelalterlicher Chronist, verfasste u. a. den Dialogus miraculorum
- Graf Dietrich I. zu Wied, übergab 1197 seine Grafschaft seinem Sohn und verbrachte seinen Lebensabend als Mönch in Heisterbach
- Pater Johann Aloys Olzem, der letzte Mönch von Heisterbach und später Pfarrer in Bensberg, starb 1859 in Königswinter[8] (erhaltenes Grabkreuz auf dem Friedhof Am Palastweiher)

## Heisterbach in der Romantik
Der in Königswinter geborene Dichter Wolfgang Müller (1816–1873), der sich auf Grund der Namensgleichheit mit einem Maler „von Königswinter“ nannte, verband eine weitverbreitete Sage mit Heisterbach und schuf ein bekanntes Gedicht.
Die im Gedicht erwähnte Bibelstelle ist: „Das eine aber, liebe Brüder, dürft ihr nicht übersehen: dass beim Herrn ein Tag wie tausend Jahre und tausend Jahre wie ein Tag sind.“ (2 Petr 3,8 ); diese Stelle bezieht sich auf „Denn tausend Jahre sind für dich wie der Tag, der gestern vergangen ist, wie eine Wache in der Nacht.“ (Psalm 90,4 )